# Néstor Almendros
Néstor Almendros (30. října 1930 – 4. března 1992) byl španělský kameraman.
Od osmnácti let žil na Kubě, kde psal filmové recenze. Později studoval v Centro Sperimentale di Cinematografia v Římě a po návratu na Kubu natočil několik dokumentů. Poté, co byly dva z nich zakázány, se odstěhoval do Paříže. Jako kameraman často pracoval s režiséry Éricem Rohmerem, Françoisem Truffautem, Barbetem Schroederem a Robertem Bentonem. Za svou práci na svém hollywoodském debutu Nebeské dny (1978) získal Oscara, na kterého byl později neúspěšně nominován ještě třikrát. Za film Poslední metro (1980) získal Césara.
Zemřel na Manhattanu ve věku 61 let na lymfom komplikovaný nemocí AIDS.

## Filmografie
- Paříž očima… (1965)
- Sběratelka (1967)
- More (1969)
- Moje noc s Maud (1969)
- Rodinný krb (1970)
- Klářino koleno (1970)
- Divoké dítě (1970)
- Dvě Angličanky a kontinent (1971)
- Údolí (1972)
- Po lásce (1972)
- Otevřená tlama (1974)
- Mes petites amoureuses (1974)
- Příběh Adély H. (1975)
- Milenka (1975)
- Markýza z O… (1976)
- Muž, který měl rád ženy (1977)
- La vie devant soi (1977)
- Zelený pokoj (1978)
- Utečeme na jih (1978)
- Percival Galský (1978)
- Nebeské dny (1978)
- Láska na útěku (1979)
- Kramerová versus Kramer (1979)
- Poslední metro (1980)
- Modrá laguna (1980)
- Sophiina volba (1982)
- Klid noci (1982)
- Pauline na pláži (1983)
- Konečně neděle! (1983)
- Místa v srdci (1984)
- Hořkost (1986)
- Nadine (1987)
- Povídky z New Yorku (1989)
- Billy Bathgate (1991)